# Joseph von Herbert
Joseph von Herbert (* 1725 in Klagenfurt; † 28. März 1794 in Linz) war ein österreichischer Jesuit, Physiker, Schriftsteller und Domherr.

## Leben
Joseph von Herbert (Herverth, Hervert, Herwerth), geboren am 2. oder 3. September, nach anderen Quellen am 26. August 1725 in Klagenfurt, als Sohn des von Kaiser Karl VI. 1715 in den Ritterstand erhobenen Franz Edmund von Herbert und Enkel des Arztes Johann Herbert, mit dem das Geschlecht der Herbert (ursprünglich Herwertes) von Paderborn nach Kärnten eingewandert ist.
Er trat am 27. Oktober 1740 in die Gesellschaft Jesu ein und wurde 1754 Priester und Präfekt der Theresianischen Ritterakademie. Am 2. Februar 1759 legte er Profess ab. Von 1758 bis 1783 war er Professor für Physik an der Universität Wien, am 16. November 1783 wurde er nach Präsentation durch die Universität Domherr (Kanonikus) an der Metropolitankirche St. Stephan, wegen der Reduktion der Präbenden am 15. August 1786 in gleicher Eigenschaft nach Linz transferiert. Im akademischen Jahr 1785/86 war er Rektor der Universität Wien. Er machte sich auch um die Errichtung von Blitzableitern verdient.

## Werke
- Dissertatio de aqua aliorumque nonnullorum corporum fluidorum elasticitate. Wien 1771; deutsch bei Anton Ambschel in Laibach 1778
- Theoria Phänomenorum electricorum, Wien 1772, verm. und verbess. Laibach 1778
- Dissertatio de aere et fluidis ad genus aeris pertinentibus, Wien 1779
- Dissertatio de fontibus certitudinis, Wien 1780, Kurzbeck
- Dissertatio de igne, triplicem ejus statum complectens, Wien 1773